# Literary Review
 Literary Review  è una rivista letteraria britannica che si occupa di recensire e pubblicare racconti, poesie, articoli e interviste.
Fondata nel 1979 da Anne Smith, allora direttrice del Dipartimento d'Inglese all'Università di Edimburgo, dopo essere passata nel 1981 all'editore Naim Attallah dal 2001 è di proprietà del filantropo e uomo d'affari Christopher Ondaatje.
Passata sotto la direzione del giornalista Auberon Waugh, al 2020 è diretta da Nancy Sladek, vincitrice della Benson Medal nel 2015.

## Bad Sex in Fiction Award
A partire dal 1993 il periodico ha lanciato il Bad Sex in Fiction Award destinato all'autore della "peggiore scena di sesso" descritta in un romanzo con l'intento sarcastico di stimolare gli autori all'originalità nella descrizione dell'atto sessuale.

### Albo d'oro
- 1993: Melvyn Bragg, A Time to Dance
- 1994: Philip Hook, The Stonebreakers
- 1995: Philip Kerr, Gabbia d'acciaio (Gridiron)
- 1996: David Huggins, The Big Kiss: An Arcade Mystery
- 1997: Nicholas Royle, Te Matter of the Heart
- 1998: Sebastian Faulks, La guerra di Charlotte (Charlotte Gray)
- 1999: A. A. Gill, Starcrossed
- 2000: Sean Thomas, Kissing England
- 2001: Christopher Hart, Rescue Me
- 2002: Wendy Perriam, Tread Softly
- 2003: Aniruddha Bahal, Bunker 13
- 2004: Tom Wolfe, Io sono Charlotte Simmons (I Am Charlotte Simmons)
- 2005: Giles Coren, Winkler
- 2006: Iain Hollingshead, Twenty Something
- 2007: Norman Mailer, Il castello nella foresta (The Castle in the Forest)
- 2008: Rachel Johnson, Shire Hell; John Updike Premio alla carriera
- 2009: Jonathan Littell, Le benevole (The Kindly Ones)
- 2010: Rowan Somerville, The Shape of Her
- 2011: David Guterson, Ed King
- 2012: Nancy Huston, Infrared
- 2013: Manil Suri, The City of Devi
- 2014: Ben Okri, The Age of Magic
- 2015: Morrissey, List of the Lost
- 2016: Erri De Luca, The Day Before Happiness (Il giorno prima della felicità)[10]
- 2017: Christopher Bollen, The Destroyers
- 2018: James Frey, Cuori scuri (Katerina)
- 2019: Didier Decoin, The Office of Gardens and Ponds e John Harvey, Pax[11]
- 2020: Non assegnato[12]